# Thierry Ribault
Pour les articles homonymes, voir Ribault.
Thierry Ribault est un économiste français né à Cambrai le 20 janvier 1963 et également actif en sciences sociales.

## Carrière universitaire
Il travaille à l'Université de Lille-I et au Centre lillois d'études et de recherches sociologiques et économiques dans les domaines de l'économie et industrie de l’information, de l'économie de service en Europe et au Japon, de la socio-économie du travail, de l’emploi et de la professionnalisation, et a réalisé de nombreux travaux universitaires en sciences sociales.
Il est chargé de recherches au Centre national de la recherche scientifique.

## Vie personnelle
Il est veuf de l'autrice Nadine Ribault, avec qui il a partagé vie et écriture et avec qui il a une fille (Blanche Ribault, journaliste engagée).

## Engagement et écriture
Avec Nadine Ribault, il est coauteur de l'ouvrage Les sanctuaires de l'abîme. Chronique du désastre de Fukushima (2012). Engagé dans le mouvement antinucléaire et l'ayant étudié sur le terrain au Japon, le couple, puis Thierry Ribault seul, poursuit une réflexion sur des sujets sociétaux et écologiques, notamment la fabrique culturelle de l'ignorance et du doute, l'agnotologie,. On lui doit des travaux sur ce thème en lien avec l'accident nucléaire de Fukushima. Son ouvrage principal, Contre la résilience, à Fukushima et ailleurs, publié en 2021, détaille les usages politiques et scientifiques du concept de résilience. Il y décortique de manière spirituelle et documentée la façon dont ce leitmotiv capitaliste et capacitiste est selon lui valorisé à l'échelle gouvernementale comme nouvelle religion d'État, technologie du consentement visant à rendre acceptables les pires catastrophes. En mettant l'accent sur l'adaptation individuelle en aval et la compétition darwinienne presque eugéniste jusqu'entre survivants, plutôt que la solidarité et les changements institutionnels, la résilience, outil qui divise pour mieux régner, élude la nécessaire prise de conscience universelle et coopérative du désastre environnemental provoqué par le modèle socio-économique dominant.